# Азметьево
Азме́тьево (тат. Әҗмәт) — деревня в Актанышском районе  Республики Татарстан. Входит в состав  Такталачукского сельского поселения.

## География
Деревня находится на реке Шабиз, в 17 километрах к северо-западу от села Актаныш.

## Население
| 1913 | 1922 | 1926 | 1938 | 1949 | 1958 | 1965 | 1970 | 1979 | 1989 | 2000 | 2002 | 2010 | 2015 |
| ---- | ---- | ---- | ---- | ---- | ---- | ---- | ---- | ---- | ---- | ---- | ---- | ---- | ---- |
| 458  | 534  | 519  | 410  | 277  | 296  | 293  | 276  | 234  | 137  | 134  | 127  | 125  | 102  |

Национальный состав деревни — татары. 